# Луи дьо Бурбон, Великия дофин
Луи дьо Бурбон, наричан също Луи дьо Франс (на френски: Louis de Bourbon, Louis de France), но по-известен с прозвището Великия дофин (le Grand Dauphin) (* 1 ноември 1661; † 14 април 1711), е първородният син на Луи ХІV и Мария-Тереза Испанска и през целия си 50-годишен живот – престолонаследник (дофин) без да доживее да стане крал. Като дете на първи братовчеди, той не е надарен с особени достойнства, което кралят добре разбира. Най-голямата му заслуга е, че има трима здрави синове, един от които става испански крал и един – баща на бъдещия Луи ХV.

## Раждане и младост
Бракът на Луи ХІV е политически и му осигурява права върху Испанското наследство. Избраната за съпруга – Мария-Тереза, дъщеря на испанския крал – е посредствена и между тях не възникват топлота и близост. С оглед на политическите цели кардинал Мазарини пренебрегва факта, че кралят и кралицата са двойни първи братовчеди. Затова не е учудващо, че от тяхната физическа връзка се ражда само едно здраво дете – първородното, което получава името на баща си Луи и титлата 
Монсеньор създадена специално за него. Впоследствие Мария-Тереза ражда още пет пъти – две момчета и три момичета, но никое от тях не надживява петгодишна възраст.
Луи е роден във Фонтенбло и веднага обявен за fils de France (син на Франция). На седем години за негов учител е назначен прочутият теолог Жак Босюе. Това е човекът, който влияе върху Луи ХІV за идейна обосновка на абсолютизма като власт дадена от Бога, така че е ясно в какъв дух е възпитавано малкото момче. Но той е разочарован от ученика си: „Мосю... е наследил хитрините и ниската интелигентност на майка си. През целия си живот той се възхищава на славния си баща и се страхува от него, дори когато получава подчертано великодушно отношение.“ Самият Луи го смята за „мързелив, комичен и глупав и само буржоазните му нрави карат народа да го обича“. Действително, в противоречие с повечето си качества, дофинът е либерален, щедър и приветлив, което го прави любимец на парижани. Волтер го намира за „добронравен и скромен в поведението си и като че ли по всичко приличащ на майка си“.

## Роля в политическия живот
Още щом достига зряла възраст, дофинът получава право да участва във Върховния съвет (най-тесния кръг съветници на краля). Това не означава, че той има някакво действително участие във вземането на решения. Останалите го наблюдават как по цял ден стои на фотьойл и барабани по коляното си. Той е обиколен от приятели, които опитват чрез него да получат служба или пост, но не смее да помоли за нищо баща си.
През 1688 г., в началото на Деветгодишната война, Луи ХІV го назначава за главнокомандващ на 100-хилядна армия в Германия. На раздяла му казва прочутите думи: „Сине мой, като Ви пращам да командвате мои войски, Ви давам възможност да проявите достойнствата си; покажете ги пред цяла Европа, та като дойде време да умра, да не се забележи, че кралят е мъртъв.“ Операцията се подготвя внимателно, така че принцът да не се провали – действителната команда се поверява на опитни маршали, други присъстват наблизо с армиите си в случай на нужда. Тази значителна сила превзема Хайделберг и Майнц, така че има категоричен успех. През това време, подражавайки на баща си, Великият дофин участва лично в боевете, но само толкова, че да не се рискува животът му, показва загриженост и приятелски чувства към войниците.
Въпреки това е ясно, че той няма дарби за военачалник. Кронин нарича неговото представяне „разочароващо“. По това време в двора на шега се говори, че дофинът „прочистил вълците от Ил-дьо-Франс, но едва ли ще прочисти Нидерландия от враговете ни“. Той предпочита да живее скромно и меланхолично в своя дворец Мьодон и да не се меси в работите на държавата. За двора „беше обезкуражаващо да очаква един ден той да стане крал“. Оттук нататък кралят рядко го включва в управлението и военните действия.

## Семейство и наследство
През 1680 г. Великият дофин се жени за Мария Анна от Бавария, нов политически брак. Съпрузите не са особено близки, но все пак имат трима сина:
- Луи, херцог Дьо Бургон (1682 – 1712), женен за Мари-Аделаид дьо Савоа, баща на Луи ХV;
- Филип д'Анжу (1683 – 1746), крал на Испания от 1700 г., два пъти женен с четирима сина, дал начало на испанските Бурбони, които и до днес са крале на страната;
- Шарл, херцог Дьо Бери (1686 – 1714), женен за Мари Луиз Елизабет д'Орлеан (дъщеря на Филип ІІ Орлеански), никое от децата му не оживява.

Мария Анна умира през 1690 г. и Луи се жени тайно за тогавашната си любовница Мари-Емили дьо Шоан. Бракът не е тайна за баща му, но новата съпруга не е призната официално, а момчето, което ражда, е изпратено в провинцията и не получава име. Повече деца от този брак няма, но Луи има три дъщери от други любовници. Те доживяват зряла възраст и имат наследство. По принцип Великият Дофин не е близък с незаконните деца на баща  си. Поддържа близки отношения само с Мари-Ан Принцеса дьо Конти дъщеря на Мадам дьо ла Валиер както и с Луиз-Франсоаз Мадмоазел дьо Нант дъщеря на Мадам дьо Монтеспан.